# Svenska Bio
Svenska Bio (pełna nazwa AB Svenska Biografteatern) – szwedzka wytwórnia filmowa, powstała w 1907 roku w Kristianstad. W 1912 jej siedzibę przeniesiono do Sztokholmu. W 1908 stanowisko dyrektora przedsiębiorstwa objął Charles Magnusson. Svenska Bio zrealizowała serię adaptacji literatury z Ludźmi z Värmland z 1910 na czele. Głównym twórcami tego okresu w Svenska Biografteatern byli reżyser Gustaf Linden oraz operator Julius Jaenzon. W roku 1912 pracę dla wytwórni rozpoczęli Victor Sjöström i Mauritz Stiller. Svenska Bio ograniczyła wówczas ilości produkowanych filmów, co wpłynęło na wzrost ich jakości. Dzięki temu zabiegowi wytwórnia przejęła rynek skandynawski, wypierając dominujący do tej pory duński Nordisk. Przestała istnieć z dniem 27 grudnia 1919 roku gdy po połączeniu ze Skandią utworzyła Svensk Filmindustri.

## Wybrana filmografia
- 1909 Värmlänningarne reż. Carl Engdahl
- 1909 Fänrik Ståls sägner reż. Carl Engdahl
- 1910 Bröllopet på Ulfåsa I reż. Carl Engdahl
- 1910 Bröllopet på Ulfåsa II reż. Gustaf Linden
- 1910 Regina von Emmeritz och Konung Gustaf II Adolf reż. Gustaf Linden
- 1910 Järnbäraren reż. Gustaf Linden
- 1912 Dödsritten under cirkuskupolen reż. Georg af Klercker
- 1912 De svarta maskerna reż. Mauritz Stiller
- 1913 Ingeborg Holm reż. Victor Sjöström
- 1914 Miraklet reż. Victor Sjöström
- 1914 Prästen reż. Victor Sjöström
- 1915 Strejken reż. Victor Sjöström
- 1915 Madame de Thèbes reż. Mauritz Stiller
- 1916 Balettprimadonnan reż. Mauritz Stiller
- 1917 Terje Vigen reż. Victor Sjöström
- 1917 Tösen från Stormyrtorpet reż. Victor Sjöström
- 1917 Thomas Graals bästa film reż. Mauritz Stiller
- 1918 Thomas Graals bästa barn reż. Mauritz Stiller
- 1918 Berg-Ejvind och hans hustru reż. Victor Sjöström
- 1919 Sången om den eldröda blomman reż. Mauritz Stiller
- 1919 Herr Arnes pengar reż. Mauritz Stiller
- 1919 Ingmarssönerna reż. Victor Sjöström
- 1919 Hans nåds testamente reż. Victor Sjöström
- 1920 Fiskebyn reż. Mauritz Stiller
- 1920 Klostret i Sendomir reż. Victor Sjöström
- 1920 Karin Ingmarsdotter reż. Victor Sjöström